# Figli del sogno
(dal testo della canzone "Amico assoluto")
Figli del sogno è il quarto album dal vivo di Renato Zero, pubblicato nel 2004. Il disco è uscito nei formati CD e DVD.

## Il disco
Il lavoro ripropone per intero uno dei concerti del precedente, trionfale, tour, Cattura il meglio in Tour 2004, nella prima delle due tappe romane allo Stadio Olimpico. La scaletta presenta tutti i maggiori successi di Zero, insieme a molti brani del precedente album, Cattura. È presente inoltre l'inedito Amico assoluto, sia in versione studio, sia cantato dal vivo, insieme ad Alexia e Michele Zarrillo, con i quali Zero duetta rispettivamente anche sulle note di Madame e Amico. Per la prima volta in un disco live di Renato Zero, compaiono due lunghi medley: il primo unisce L'impossibile vivere, Il maestro, Marciapiedi, L'italiana e Figaro; il secondo cuce invece insieme Il carrozzone, Il coraggio delle idee, Libera, Più su, Potrebbe essere Dio e Spalle al muro.
La versione CD è stata pubblicata in due versioni:
- doppio CD: contiene il concerto completo
- triplo CD: contiene il concerto completo più un CD con una traccia video inedita della tournée

La versione DVD rimane al primo posto per sette settimane, diventando il DVD musicale più venduto del 2004, secondo i dati ufficiali Fimi-Acnielsen.
Un segmento del brano I migliori anni della nostra vita tratto da questo DVD è inserito all'interno del film Il Divo di Paolo Sorrentino
Il brano Amico assoluto è stato estratto come singolo promozionale per uso radiofonico e non vendibile al pubblico. Insieme all'inedito, nel CD singolo promozionale era presente anche la versione live di Triangolo, contenuta nell'album.

## Versione CD
Disco 1:
1. Amico assoluto (inedito) [versione studio]
2. Ouverture
3. Prendimi
4. Medley Uno (L'impossibile vivere, Il maestro, Marciapiedi, L'italiana, Figaro)
5. Manichini
6. La favola mia
7. Come mi vorresti
8. Morire qui
9. Nei giardini che nessuno sa
10. Cercami
11. A braccia aperte
12. Inventi
13. Amico [duetto con Michele Zarrillo]
14. Mi vendo
15. Vivo
16. Vizi e desideri

Disco 2:
1. Medley Due (Il carrozzone, Il coraggio delle idee, Libera, Più su, Potrebbe essere Dio, Spalle al muro)
2. Madame [duetto con Alexia]
3. Magari
4. L'altra sponda
5. Figlio
6. Triangolo
7. Spiagge
8. Amico assoluto (inedito) [versione live]
9. I miei miti
10. Il cielo
11. I migliori anni della nostra vita

## Versione DVD

### DVD 1
1. Ouverture
2. Prendimi
3. Medley 1: L'impossibile vivere/Il maestro/Marciapiedi/L'italiana/Figaro
4. Manichini
5. La favola mia
6. Come mi vorresti
7. Morire qui
8. Nei giardini che nessuno sa
9. Cercami
10. A braccia aperte
11. Inventi
12. Amico (duetto con Michele Zarrillo)
13. Mi vendo
14. Vivo
15. Vizi edesideri
16. Medley 2: Il carrozzone/Il coraggio delle idee/Libera/Più su/Potrebbe essere Dio/Spalle al muro
17. Madame (duetto con Alexia)
18. Magari
19. L'altra sponda
20. Figlio
21. Triangolo
22. Spiagge
23. Amico assoluto
24. I miei miti
25. Il cielo
26. I migliori anni della nostra vita

### DVD 2
Contiene il backstage della tournée e una galleria fotografica

## Formazione
- Renato Zero - voce
- Paolo Costa - basso
- Elio Rivagli - batteria
- Phil Palmer, Giorgio Cocilovo - chitarre
- Stefano Senesi - pianoforte
- Marco Forni - tastiera
- Rosario Jermano - percussioni
- Giancarlo Giannini e Giuliana Lojodice - voci fuori campo

## Classifiche

### Classifiche settimanali
| Classifica (2004) | Posizione massima |
| ----------------- | ----------------- |
| Italia            | 2                 |

### Classifiche di fine anno
| Classifica (2004) | Posizione |
| ----------------- | --------- |
| Italia            | 17        |
| Classifica (2005) | Posizione |
| Italia            | 63        |